# После секса (фильм, 2007)
«После секса» (англ. After Sex) — американская комедийная драма 2007 года режиссёра Эрика Амадио. Рассказывая о сложности современных отношений, картина показывает диалоги и компрометирующие ситуации между партнёрами восьми пар, их отношения друг к другу и результат каждого шага между ними.

## Сюжет
Острая комедия отношений, которая использует секс как фон, чтобы исследовать человеческие эмоции через доверие и уязвимость. Это — юмористический и честный взгляд на сложность современных повседневных отношений.
Фильм состоит из восьми эпизодов, в каждом из которых представлены любовные пары самых различных типов, гетеро- и гомосексуальные, подростки и пожилые, рассказывающие о том, что с ними происходит после секса.

## В ролях
- Марк Блукас — Кристофер, пара 1
- Шарити Шеа — Лесли, пара 1
- Тэнк Сэйд — Фредди, пара 2
- Ноэль Фишер — Джэй, пара 2
- Натали Марстон — Кристи, пара 3
- Дэвид Франко — Сэм, пара 3
- Мила Кунис — Никки, пара 4
- Зои Салдана — Кэт, пара 4
- Джанет О’Коннор — Труди, пара 5
- Джон Уайтерспун — Джен, пара 5
- Тим Шарм — Нейл, пара 6
- Джеймс Дебелло — Боб, пара 6
- Кейр О’Доннелл — Дэвид, пара 7
- Эммануэль Шрики — Джорди, пара 7
- Хосе Пабло Кантильо — Марко, пара 8
- Тэрин Мэннинг — Аланна, пара 8
- Джейн Сеймур — Джанет
- Мариа Бруна — Райа
- Александра Шерон — Дженифер

## Саундтрек
Саундтрек фильма включает в себя следующие композиции:
- One More Day, слова песни Christopher Mezera, в исполнении Pure Dream Ladder
- Hello to Yesterday, текст и исполнение Stephen Light
- Whose Ready 2 Rokk, слова песни Stephen Light и Edward Cisneros, в исполнении The Ducktape Cowboys
- Still I Rise, слова песни Al E Cat ed Harriet Roberts, в исполнении Harriett Roberts
- Surrender, слова песни Christopher Lennertz e Stephanie Casey, в исполнении Star Belly
- Undercover Delight, текст и исполнение Susan Howard
- Bodega Street Corner, слова песни Ali Theodore, Zach Danziger и Vincent Alfieri, в исполнении El Berhknokies